# The Best of De La Soul
The Best of De La Soul è un album di raccolta del gruppo musicale statunitense De La Soul, pubblicato nel 2003.

## Tracce
- Ed. Standard/CD 1 (Ed. limitata)

1. Me Myself and I
2. Say No Go
3. Eye Know
4. The Magic Number
5. Potholes in My Lawn
6. Buddy (feat. Jungle Brothers & Q-Tip)
7. Ring Ring Ring (Ha Ha Hey)
8. A Roller Skating Jam Named "Saturdays" (feat. Q-Tip & Vinia Mojica)
9. Keepin' the Faith
10. Breakadawn
11. Stakes Is High
12. 4 More (feat. Zhané)
13. Oooh. (feat. Redman)
14. All Good? (feat. Chaka Khan)
15. Thru Ya City (feat. D.V. Alias Khrist)
16. Baby Phat (feat. Devin the Dude & Yummy Bingham)
17. Watch Out

- CD 2 (Ed. limitata)

1. Buddy (Native Tongue Decision Version) (feat. Jungle Brothers, Q-Tip & Phife)
2. Stakes Is High (Remix) (feat. Mos Def & Truth Enola)
3. Bizness (feat. Common)
4. Stone Age (feat. Biz Markie)
5. Big Brother Beat (feat. Mos Def)
6. 4 More (Clean Version) (feat. Zhane)
7. So Good (feat. Camp Lo)
8. I.C. Y'All (feat. Busta Rhymes)
9. Held Down (feat. Cee-Lo Green)
10. What We Do (For Love) (feat. Slick Rick)